# Mniaceae
Mniaceae er en familie af mosser. Seks af de 16 slægter findes i Danmark.
Medlemmerne af denne familie har ofte påfaldende store, gennemsigtige blade, der er forsynet med tænder og randsøm, og hvis celler er sekskantede. Peristomet er dobbelt.
| Danske slægter |

- Cinclidium
- Mnium
- Plagiomnium
- Pohlia
- Pseudobryum
- Rhizomnium

| Øvrige slægter |

- Cyrtomnium
- Epipterygium
- Leucolepis
- Mielichhoferia
- Ochiobryum

- Orthomnion
- Pseudopohlia
- Schizymenium
- Synthetodontium
- Trachycystis